# Konfederace svobody a nezávislosti
Konfederace svobody a nezávislosti (polsky Konfederacja Wolność i Niepodległość), často zkracovaná jako Konfederace (polsky Konfederacja), je krajně pravicová politická aliance v Polsku. Původně vznikla v roce 2018 jako politická koalice pro volby do Evropského parlamentu v Polsku v roce 2019, později se však rozšířila na politickou stranu. Po polských parlamentních volbách 2019 získala 11 křesel v Sejmu. Jejím kandidátem pro polské prezidentské volby 2020 byl Krzysztof Bosak, který se umístil na čtvrtém místě mezi jedenácti kandidáty.
Koalice vedená především Novou nadějí a Národním hnutím je pravicově orientovaná a je považována za součást radikální pravice. Vyjadřuje pravicově populistickou rétoriku a tvrdší opoziční postoj vůči Evropské unii a imigraci. Je ekonomicky liberální a požaduje snížení daní, vyjadřuje také sociálně konzervativní a polsky nacionalistické postoje.

## Ideologie
Konfederace je pravicově orientovaná politická aliance, která se v politickém spektru řadí ke krajní pravici. Je také považována za součást radikální pravice.
Její ideologie kompromituje podporu řady pravicově populistických myšlenek. Prezentuje tvrdý opoziční postoj vůči Evropské unii a kritizuje její politiku a politiku Práva a spravedlnosti vůči přistěhovalectví a místo toho vyzývá k tvrdšímu postoji vůči nelegální imigraci. Je také sociálně konzervativní a antifeministická, podporuje také úplný zákaz potratů a podporuje tradiční model rodiny. Vyjadřuje také xenofobní názory a otevřeně poskytuje podporu antisemitismu. Když poprvé kandidovala ve volbách do Evropského parlamentu v roce 2019, Sławomir Mentzen prohlásil: „Nechceme Židy, homosexuály, potraty, daně a Evropskou unii“. Od té doby se od toho snažil distancovat. Během pandemie covidu-19 také šířil dezinformace a misinformace o covidu-19 a vystupoval proti zákonům, které zavedla vláda.
Na rozdíl od Práva a spravedlnosti je jeho ekonomický postoj orientován na ekonomický liberalismus a je považován za silně pro volný trh. Je polsky nacionalistická a bývá také označována za národně-liberální. Ve svém programu uvádí, že jejich cílem je „přeměna Polska v etnokracii a kulturně homogenní národ postavený na tradicionalisticko-katolických principech“. Vyjadřuje také nativistické nálady.

### Platforma
Platforma Konfederace obsahuje tyto a další sliby:
- Daňová politika[30]
  - Zrušení daně z příjmu
  - Zavedení nepovinných příspěvků na sociální pojištění
  - Snížení daně z benzínu
  - Snížení vládních výdajů
- Justice[31]
  - Přijmout více asistentů soudců
  - Obnovení trestu smrti[32]
- Vzdělávání[33]
  - Vytvoření programu školních poukázek
  - Umožnit rodičům odhlásit děti z hodin sexuální výchovy.
  - Vytvořit kulturní poukaz, který lze použít na umění nebo v muzeích.
- Národní bezpečnost[34]
  - Povolit držení střelných zbraní civilním osobám s licencí.
  - Povolit využívání jaderné energie
  - Být opozicí u programu Evropské unie na přesídlování uprchlíků.
  - Být opozicí u nárůstu přistěhovalectví
  - Očekávání integrace přistěhovalců do polské kultury
- Zdravotnictví[35]
  - Zákaz dovozu odpadků
  - Být opozicí u pravidel Evropské unie týkající se změny klimatu.
  - Chránit lidský život od okamžiku početí.
- Obchod[36]
  - Zrušení trestů za pouliční obchod a zvýšení limitů pro nelicencovaný obchod.
  - Zvýšit osvobození od DPH na 400 000 zl.
  - Indexovat částku osvobozenou od daně na přibližně dvanáctinásobek minimální mzdy.
  - Umožnit podnikům odmítnout služby z morálních důvodů

## Složení

### Politické strany

#### Současné
| Strana | Strana        | Ideologie                                                                      | Pozice                    | Lídr             | Sejm  | Senát | Europarlament | SV    | Vstup            |
| ------ | ------------- | ------------------------------------------------------------------------------ | ------------------------- | ---------------- | ----- | ----- | ------------- | ----- | ---------------- |
|        | Národní hnutí | ultranacionalismus národní konzervatismus sociální konzervatismus militarismus | krajní pravice            | Krzysztof Bosak  | 5/460 | 0/100 | 0/51          | 0/552 | 6. prosince 2018 |
|        | Nová naděje   | paleolibertarianismus libertarianský konzervatismus                            | pravice až krajní pravice | Sławomir Mentzen | 7/460 | 0/100 | 0/51          | 0/552 | 6. prosince 2018 |

#### Bývalé
| Strana | Strana                         | Ideologie                                                              | Pozice         | Lídr                 | Vstup           | Odchod            |
| ------ | ------------------------------ | ---------------------------------------------------------------------- | -------------- | -------------------- | --------------- | ----------------- |
|        | Federace pro Polskou republiku | sociální konzervatismus politický katolicismus ekonomický liberalismus | krajní pravice | Marek Jakubiak       | 6. března 2019  | 28. června 2019   |
|        | Efektivní                      | přímá demokracie tvrdý euroskepticismus                                |                | Piotr „Liroy“ Marzec | 1. září 2018    | 28. června 2019   |
|        | Wolnościowcy                   | libertarianismus                                                       | pravice        | Artur Dziambor       | 17. března 2022 | 13. února 2023    |
|        | Strana řidičů                  | pravicový populismus antibyrokracie antienvironmentalismus             | pravice        | Lech Kędzierski      | 10. dubna 2019  | 19. prosince 2022 |
|        | Unie křesťanských rodin        | sociální konzervatismus politický katolicismus tvrdý euroskepticismus  | krajní pravice | Bogusław Rogalski    | 13. srpna 2019  | 2024              |
|        | Národní liga                   | národní demokracie polský nacionalismus                                | krajní pravice | Lech Kędzierski      | 2019            | 2023              |
|        | Konfederace Koruny polské      | monarchismus tradicionalismus                                          | krajní pravice | Grzegorz Braun       | 2018            | 2025              |

#### Politické strany, které měly členy s individuálními dohodami
| Strana       | Strana               | Ideologie                                                                 | Pozice                    | Lídr1             | Volby                           | Poznámky |
| ------------ | -------------------- | ------------------------------------------------------------------------- | ------------------------- | ----------------- | ------------------------------- | --- |
|              | Svobodní a solidární | solidarismus antikomunismus                                               | pravice až krajní pravice | Kornel Morawiecki | Parlamentní volby v Polsku 2019 | Čtyři členové strany byli na kandidátce volebního výboru strany Efektivní Piotra Liroye-Marzece ve volebním obvodu č. 35 (Olštýn), zatímco ostatní členové strany, včetně celého poslaneckého klubu, byli na volebních kandidátkách strany Právo a spravedlnost. |
|              | Kongres nové pravice | pravicový libertarianismus ekonomický liberalismus tvrdý euroskepticismus | pravice                   | Stanisław Żółtek  | Parlamentní volby v Polsku 2019 | Využívala volebních seznamů Federace pro Polskou republiku, které zase byly ve shodě s Pravicovou republikou, a postavila kandidátky v krakovských volebních obvodech.                                                                                           |
|              | Liga polských rodin  | politický katolicismus                                                    | pravice až krajní pravice | Witold Bałażak    | Parlamentní volby v Polsku 2019 | Přestože byli volně spojeni s Polskou koalicí, postavili v Krakově pouze 1 kandidáta ze svých volebních listin, zatímco 2 další kandidáti využili volebních listin Konfederace.                                                                                  |
|              | Národní jednota      | politický katolicismus paleokonzervatismus                                | krajní pravice            | Gabriel Janowski  | Parlamentní volby v Polsku 2019 | Místopředseda strany Paweł Połanecki byl na kandidátce volebního výboru strany Efektivní Piotra Liroye-Marzece ve volebním obvodu Kielce na druhém místě za samotným Piotrem Liroyem-Marzecem.                                                                   |
| 1V dané době |                      |                                                                           |                           |                   |                                 | |

### Organizace a hnutí
| Strana | Strana                                | Ideologie | Pozice         | Lídr                 | Typ                                 | Vstup              |
| ------ | ------------------------------------- | --- | -------------- | -------------------- | ----------------------------------- | ------------------ |
|        | Zemědělsko-spotřebitelská konfederace | agrarismus volnotržní ekonomika |                | Krzysztof Tołwiński  | Neformální organizace               | 29. listopadu 2019 |
|        | Všepolská mládež                      | katolický nacionalismus ultranacionalismus rétorika proti LGBT                                                                             | krajní pravice | Marcin Kowalski      | Mládežnické politické hnutí         | 6. prosince 2018   |
|        | Konzervativně-monarchistický klub     | tradicionalistický konzervatismus monarchismus katolický nacionalismus kontrarevolucionismus integralistický konzervatismus antidemokracie | krajní pravice | Adam Wielomski       | Filozofická a novinářská organizace | 7. ledna 2019      |
|        | Polský rolnický blok                  | agrarismus konzervatismus |                | Wojciech Mojzesowicz | Neformální organizace               | 6. prosince 2018   |

#### Bývalé
| Strana | Strana                | Ideologie                                | Pozice         | Lídr          | Typ                                              | Vstup          | Odchod        |
| ------ | --------------------- | ---------------------------------------- | -------------- | ------------- | ------------------------------------------------ | -------------- | ------------- |
|        | Nadace Život a rodina | protipotratové hnutí rétorika proti LGBT | krajní pravice | Kaja Godeková | Lobbistická nadace, skupina sociálních aktivistů | 28. ledna 2019 | 9. srpna 2019 |

## Výsledky

### Parlamentní

#### Sejm
| Volby | Hlasy       | Hlasy | Mandáty       | Mandáty |
| Volby | Počet hlasů | %     | Počet mandátů | Změna   |
| ----- | ----------- | ----- | ------------- | ------- |
| 2019  | 1 256 953   | 6,81  | 11/460        | ▲ 8     |
| 2023  | 1 547 364   | 7,16  | 18/460        | ▲ 7     |

#### Senát
| Volby | Hlasy       | Hlasy | Mandáty       | Mandáty |
| Volby | Počet hlasů | %     | Počet mandátů | Změna   |
| ----- | ----------- | ----- | ------------- | ------- |
| 2019  | 144 124     | 0,79  | 0/100         | ▬ 0     |
| 2023  | 1 443 836   | 6,75  | 0/100         | ▬ 0     |

### Evropský parlament
| Volby | Hlasy       | Hlasy | Mandáty       | Mandáty |
| Volby | Počet hlasů | %     | Počet mandátů | Změna   |
| ----- | ----------- | ----- | ------------- | ------- |
| 2019  | 621 188     | 4,55  | 0/51          | ▬ 0     |
| 2024  | 1 420 287   | 12,08 | 6/53          | ▲ 6     |

### Prezidentské
| Volby | Kandidát        | 1. kolo     | 1. kolo | 2. kolo     | 2. kolo     |
| Volby | Kandidát        | Počet hlasů | %       | Počet hlasů | %           |
| ----- | --------------- | ----------- | ------- | ----------- | ----------- |
| 2020  | Krzysztof Bosak | 1 317 380   | 6,78    | nepostoupil | nepostoupil |

### Vnitřní
| Volby   | Typ                                     | Finální kandidát | Finální kandidát | Finální kandidát | Počet původních kandidátů | Počet kol                                     | Finální kolo   | Finální kolo |
| Volby   | Typ                                     | Pol. přís.       | Pol. přís.       | Jméno            | Počet původních kandidátů | Počet kol                                     | Počet volitelů | %            |
| ------- | --------------------------------------- | ---------------- | ---------------- | ---------------- | ------------------------- | --------------------------------------------- | -------------- | ------------ |
| 2019–20 | Prezidentské primárky v americkém stylu |                  | RN               | Krzysztof Bosak  | 9                         | 1x 16 regionálních předkol 7 vyřazovacích kol | 163            | 52,8         |
| 2019–20 | Prezidentské primárky v americkém stylu |                  | KKP              | Grzegorz Braun   | 9                         | 1x 16 regionálních předkol 7 vyřazovacích kol | 146            | 47,2         |